# Yoshiokaite
La yoshiokaite è un minerale e, in particolare, un feldspatoide in attesa di assegnazione definitiva al gruppo della sodalite.